# Fernandinho (football, 1981)
Pour les articles homonymes, voir Fernandinho.
Eldis Fernando Damasio, plus communément appelé Fernandinho est un footballeur brésilien né le 13 janvier 1981. Il évolue au poste de milieu de terrain.

## Palmarès
- Champion du Japon en 2005 avec le Gamba Osaka
- Champion du Japon de deuxième division en 2012 avec le Ventforet Kofu
- Finaliste de la Coupe de la Ligue japonaise en 2005 avec le Gamba Osaka
- Finaliste de la Coupe de la Ligue japonaise en 2008 avec le Shimizu S-Pulse
- Champion de l'État de Santa Catarina en 2002 et 2003 avec Figueirense
- Champion de l'État de São Paulo en 2004 avec São Caetano
- Champion du Brésil de Série B en 2009 avec Vasco da Gama